# Aspicilia rivulicola
Aspicilia rivulicola är en lavart som först beskrevs av H.Magn., och fick sitt nu gällande namn av Veli Johannes Paavo Bartholomeus Räsänen. Aspicilia rivulicola ingår i släktet Aspicilia, och familjen Megasporaceae. Arten är reproducerande i Sverige.